# Кара (Чад)
Кара (фр. Kara) — деревня и супрефектура в Чаде, расположенная на территории региона Восточный Логон. Входит в состав департамента Пенде.

## Географическое положение
Деревня находится в южной части Чада, к востоку от реки Пенде, на высоте 508 метров над уровнем моря.
Населённый пункт расположен на расстоянии приблизительно 408 километров к юго-востоку от столицы страны Нджамены.

## Население
По данным официальной переписи 2009 года численность населения Кары составляла 42 348 человек (20 078 мужчин и 22 270 женщин). Население супрефектуры по возрастному диапазону распределилось следующим образом: 52,6 % — жители младше 15 лет, 43,3 % — между 15 и 59 годами и 4,1 % — в возрасте 60 лет и старше.

## Транспорт
Ближайший аэропорт расположен в городе Доба.